# Diplomàcia digital
La Diplomàcia digital, també anomenada eDiplomàcia, és el nom amb què es coneix l'ús d'Internet i les xarxes socials com a mitjà per fer política exterior o interior. És, d'alguna manera, la forma de comunicació utilitzada per polítics a l'inici del segle xxi. Existeixen, però, altres definicions. El Regne Unit, per exemple, el defineix com la manera de "resoldre problemes de política exterior utilitzant internet", excloent així l'ús de telèfons mòbils o altres vies de comunicació de manera interna. El Departament d'Estat dels EUA parla de "política oberta" per definir el terme.
El punt de partida d'aquesta manera de comunicar en política neix dels EUA, probablement a partir de la primera campanya electoral de l'expresident dels EUA, Barack Obama. S'han dedicat diferents estudis a analitzar el fenomen i, després de la campanya del "Yes, We Can", s'ha constat que els comptes Twitter de dirigents polítics al món sencer s'han anat multiplicant. Els avantatges d'aquesta manera de fer política són, entre d'altres, la facilitat amb la qual el polític en qüestió pot fer-se llegir. A més, el concepte inclou el fet de poder llegir comentaris que s'escriuen polítics entre ells a les xarxes socials, donant la impressió d'una diplomàcia oberta i no tancada en despatxos. La Diplomàcia Digital també s'ha anat utilitzant per millorar o mirar d'influenciar en la imatge d'un país o d'un president de país.